# Kill the Alligator and Run
Kill the Alligator and Run, llamado Mata al cocodrilo y corre en España y Mata al cocodrilo y huye en Hispanoamérica, es un capítulo perteneciente a la undécima temporada de la serie animada Los Simpson, emitido en Estados Unidos por primera vez el 30 de abril de 2000. Fue escrito por John Swartzwelder, dirigido por Jen Kamerman, y la estrella invitada fue Kid Rock como sí mismo. En el episodio, Homer sufre un colapso nervioso, por lo que la familia va de vacaciones a Florida. Allí, golpean por accidente a un caimán, por lo que los encarcela.

## Sinopsis
Todo comienza cuando Homer recibe una revista de tests personales. Se pone a encuestar a todo el mundo, hasta que decide hacerse un test a sí mismo: "¿Cuánto tiempo vas a vivir?"
Luego de responder preguntas como cuántas costillas de cerdo comía y cuántos cigarrillos fumaba, Homer llega a la conclusión de que vivirá hasta los 42 años: o sea, le quedaban sólo tres años de vida.
Homer cae en un estado paranoico y algo psicótico por su miedo a la muerte, y, según recomendación del psiquiatra de la Planta Nuclear, toda la familia se va a Florida para que Homer descanse y se cure de su locura. Una vez que llegan a Florida, descubren que allí estaban en temporada de vacaciones, y que por eso la ciudad estaba llena de jóvenes descontrolados. A Homer, en lugar de molestarle, le gusta la situación, y, pese a las advertencias de Marge de que debía descansar, escapa a la playa a ver un concierto de Kid Rock. 
Homer se convierte en el alma de la fiesta y causa muchos estragos, por lo que es devuelto a su familia por un policía. Poco después, Homer lleva a su familia a dar un paseo en bote por el mar calmo de Florida, pero accidentalmente golpean con el barco y matan al Capitán Jack, un caimán que era el emblema de esa parte de la ciudad.
Toda la familia es arrestada por el policía que había devuelto a Homer, pero en un descuido este rompe sus esposas y escapa con su familia en su auto. El vehículo es golpeado por un tren que pasaba por allí, y como consecuencia el auto rueda colina abajo destruyéndose por completo.
Todos quedan sin auto, sin ropa limpia y sin dinero, y todo es culpa de Homer. Sin embargo, en el medio de un pantano encuentran un restaurante que necesitaba empleados. Marge, Lisa, Bart y Homer toman los puestos, por lo que la dueña del lugar les asigna un descuidado remolque para que sea su casa.
La familia se establece bien en el remolque (pese a que, según las palabras de la dueña y ante la desilusión de Homer, no era el Palacio de Buckingham), pero, por la noche, el policía los encuentra y se los lleva presos.
Ya como convictos, deben realizar trabajos pesados encadenados y tras usar el vigilante un látigo dos veces sobre Marge por hablar ya que estaba prohibido, seleccionan a la familia para ayudar en una fiesta que daría el juez del Estado en su casa. Homer se encarga de tocar el piano, Marge de servir cocteles y los niños de otros trabajos. Marge ve una gran oportunidad para escapar ya que el policía tenía las llaves de sus cadenas en su pantalón, así que lo distrae mientras Bart se las roba.
Una vez sin cadenas, tratan de escapar, pero se les impide la salida cerrando la puerta reja y produciendo un círculo de fuego alrededor de ellos. Cuando se los está por regresar a la cárcel, aparece en la fiesta el Capitán Jack, el caimán, sano y salvo. El juez libera a la familia pero les prohíbe visitar el estado de Florida nuevamente; a Homer no le importa demasiado porque dice que en muchos estados estarían gustosos de recibirlos, pero al final se dan cuenta de que sólo los aceptarían en Dakota del Norte; habían sido expulsados en casi todos los demás estados a excepción de Arizona a la que quedaba como opción pero Homer rechaza la propuesta diciendo "Arizona, no, huele mal". Bart expresa su emoción por conocer el Monte Rushmore, pero Marge lo decepciona, pues este se encuentra en Dakota del Sur.